# Edwin Samuel Montagu

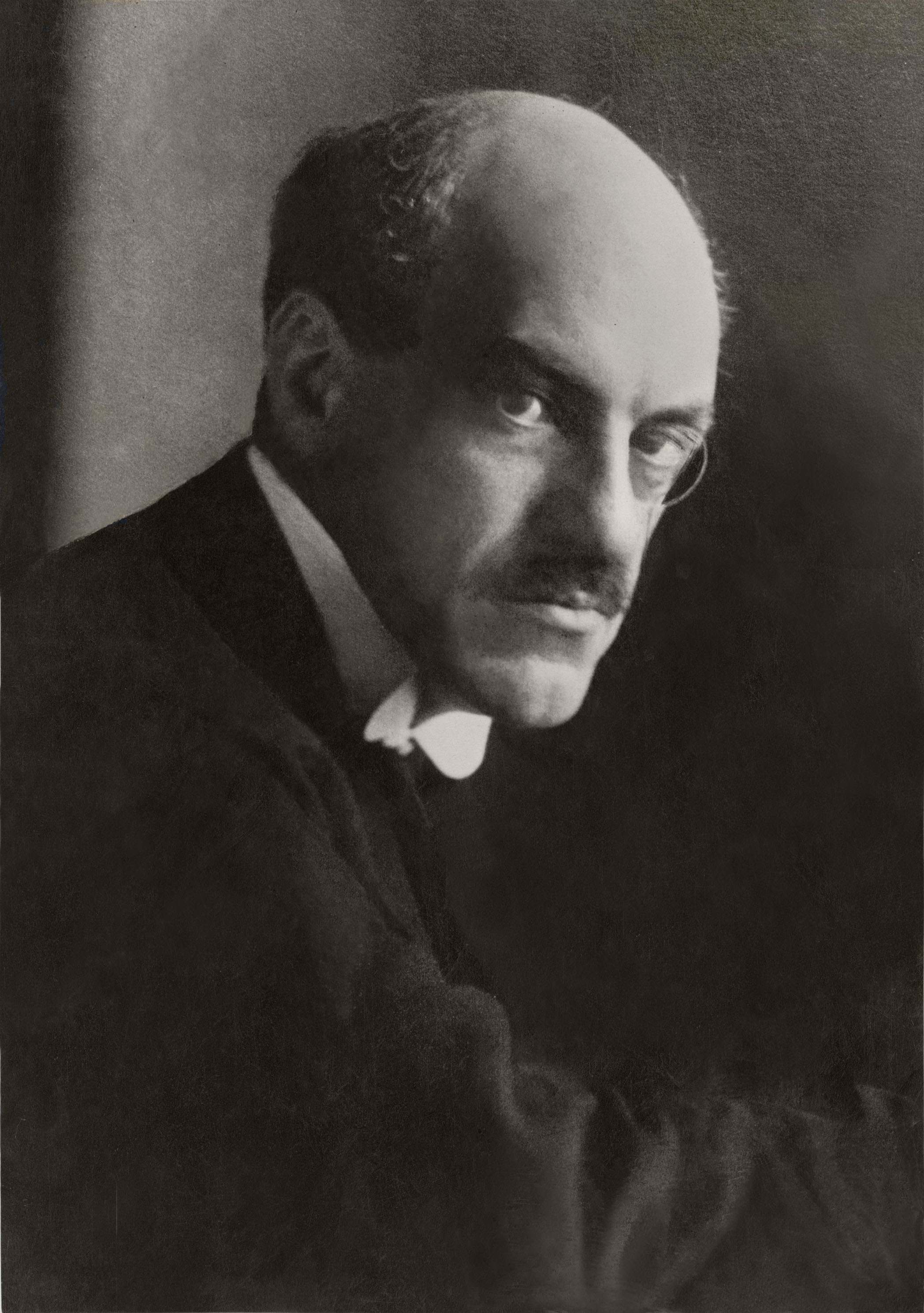
Edwin Samuel Montagu

Edwin Samuel Montagu (* 6. Februar 1879 in London; † 15. November 1924 ebenda) war ein britischer liberaler Politiker.

## Leben
Montagu wurde als zweiter Sohn und siebtes Kind von Sir Samuel Montagu, 1. Baron Swaythling geboren. 1906 wurde er als Abgeordneter des Wahlkreises Chesterton (bis 1918) in das House of Commons gewählt. Ab 1915 gehörte er dem erweiterten Kabinett in der eher unbedeutenden Position als Chancellor of the Duchy of Lancaster an, die er für Winston Churchill räumen musste, kehrte aber in dieses Amt 1916 als Nachfolger von Herbert Samuel zurück. Von 1918 bis 1922 vertrat er den Wahlkreis Cambridgeshire.
Er  war vom 17. Juli 1917 bis zum 19. März 1922 Staatssekretär für Indien. In seine Amtszeit fiel das Inkrafttreten des Gesetzes über die Regierung Indiens von 1919, das ein kompliziertes System der Doppelherrschaft über die Provinzen Britisch-Indiens installierte: Er stellte das bisherige britische Dogma in Frage, Inder seien zur Selbstregierung unfähig: Im August 1917 gab er auf Druck der indischen Nationalisten im britischen Unterhaus bekannt: Die britische Politik werde in Zukunft gerichtet sein auf „zunehmende Beteiligung von Indern an jedem Zweige der Verwaltung und auf allmähliche Entwicklung von Einrichtungen der Selbstregierung mit dem Ziel der Verwirklichung eines verantwortlichen Regierungssystems („responsible government“) in Indien als einem integrierten Bestandteil des britischen Empire.“ Resultat dieser Überlegungen waren die Montagu-Chelmsford-Reformen (benannt nach dem damaligen Vizekönig, Lord Chelmsford), die von der Absicht getragen, möglichst wenig Macht an die indische Seite abzugeben, aber gleichzeitig den Forderungen der indischen Nationalisten etwas Wirksames entgegenzusetzen, ein kompliziertes System der Dezentralisierung mit einer Abgrenzung der Zuständigkeiten der Zentralregierung und der Provinzregierungen schufen. Die bestehenden Legislativräte wurden zu einem wirklichen Parlament umgebaut. Das Zentralparlament bestand aus einem Council of State (Oberhaus), aus einer Central Legislative Assembly (Unterhaus), und der einmal jährlich tagenden Chamber of Princes. Neben gewählten gab es auch ernannte Parlamentsmitglieder; die gewählten waren in der Mehrheit. Gegen die Entscheidungen des Zentralparlaments besaß der Vizekönig ein Vetorecht. Zentrale Entscheidungen, wie der Militärhaushalt, der sich nach den Bedürfnissen der britischen Kriegsführung in Birma, Afghanistan oder Belutschistan richtete, wurden weiterhin vom britischen Unterhaus bzw. vom Kabinett des UK getroffen. Hier berücksichtigte Montagu die Bedenken des ehemaligen Vizekönigs und aktuellen konservativen Kriegsministers, Lord Curzon, der gegen das von Montagu vorgeschlagene self-government Einspruch erhoben und die gemeinsame Sprachregelung responsible government gefordert hatte. Das in den Montagu-Chelmsford-Reformen verankerte System der Dyarchie fand seinen speziellen Ausdruck in der Aufteilung der Verwaltung in reserved subjects und transferred subjects: Die reservierten Ressorts, zu denen Polizei und Grundsteuer gehörten, unterstanden dem Gouverneur und seinen Exekutivräten, die dem Parlament in London verantwortlich waren. Die übertragenen Ressorts, zu denen Bildung, Gesundheit, öffentliche Arbeit und Landwirtschaft gehörten, wurden auf indische Provinzialminister übertragen, die sich gegenüber den teilweise gewählten Provinzparlamenten zu verantworten hatten. Die britischen Provinzgouverneure besaßen außerdem ein Vetorecht gegen die Entscheidungen dieser Parlamente. Um das System noch weiter zu verkomplizieren, hatten sich Montagu und Chelmsford ein Wahlrecht einfallen lassen, bei dem Moslems und Hindus separate Wählerschaften bildeten. In einem Bericht zur nächsten Verfassungsreform räumte Montagu dies auch unumwunden ein, verbunden mit dem Hinweis, die separaten Wählerschaften seien nun politischer Besitzstand der Muslime.
Er war der zweite Jude, der dem britischen Kabinett angehörte, war jedoch ein starker Gegner des Zionismus, den er als eine verderbliche politische Überzeugung ansah. Er war Gegner der Balfour-Deklaration, die er als antisemitisch betrachtete. Er befürchtete, dass durch die in dieser Deklaration eingeräumte Möglichkeit, zu einem späteren Zeitpunkt eine andere als die britische Nationalität zu erwerben, Zweifel an der Integrität von Juden und ihrer Loyalität zu ihrem Land geweckt würde, und hielt im Kabinett eine leidenschaftliche Rede gegen die Deklaration. Er schaffte es, die Klauseln der Balfour-Deklaration zu modifizieren, so dass nun versichert wurde, die Errichtung einer „nationalen jüdischen Heimstätte in Palästina“ gehe nicht zulasten der bürgerlichen Rechte der Juden in anderen Staaten. Sein Cousin Herbert Samuel war ein gemäßigter Zionist und erster Hochkommissar Palästinas.

## Familie
1912 begleitete Montagu den Premierminister H. H. Asquith auf einen Urlaub in Sizilien. H. H. Asquith brachte seine Tochter Violet mit, und diese brachte ihre Freundin Venetia Stanley (1887–1948) mit, eine Tochter von Edward Stanley, 4. Baron Stanley of Alderley. Offenbar verliebten sich beide Männer während dieses Urlaubs in Stanley.
Während der nächsten drei Jahre schrieb Asquith ihr immer häufiger, sogar während Kabinettssitzungen. Montagu machte ihr 1913 erfolglos einen Heiratsantrag. Sie mochte ihn, nahm den Antrag aber nicht an. Außerdem musste Montagu innerhalb seines jüdischen Glaubens heiraten, um sein Erbe zu behalten. Obwohl Stanley aus einer freidenkerischen Familie stammte und keine fromme Anglikanerin war, zögerte sie, zum Judentum zu konvertieren. Sie nahm Montagus Antrag am 28. April 1915 schließlich an, konvertierte und die beiden heirateten am 26. Juli 1915.
1923 wurde ein Kind geboren, Judith Venetia Montagu.
Trotz der Affären seiner Frau hielt Montagus Ehe bis zu seinem Tod im Jahr 1924. Die Ursache seines körperlichen Verfalls und seines Todes im Alter von 45 Jahren war unbekannt; vermutet wurden eine Blutvergiftung oder eine Enzephalitis.